# Science-Fiction-Jahr 1810
Übersicht

Science-Fiction-Jahr 1810 | 1811 | 1812 | 1813 | 1814 | ► | ►►

Weitere Ereignisse

## Geboren 1810
- Josef von Neupauer († 1902)